# Agrochola suffusa
Agrochola suffusa là một loài bướm đêm trong họ Noctuidae.